# Кейлифф, Дэнни
Дэ́ниел (Дэ́нни) Бе́нджамин Ке́йлифф (англ. Daniel Benjamin Califf; 17 марта 1980, Монтклэр, Калифорния, США) — американский футболист, защитник.

## Карьера

### Университетский футбол
Два года, в 1998—1999, Кейлифф отучился в Мэрилендском университете в Колледж-Парке по специальности «История» и играл за университетскую футбольную команду.

### Клубная карьера
Оставив университет после второго года обучения, 16 декабря 1999 года Кейлифф подписал контракт с MLS по программе Project-40.
6 февраля 2000 года на Супердрафте MLS Кейлифф был выбран под шестым номером клубом «Лос-Анджелес Гэлакси». Его профессиональный дебют состоялся 8 апреля 2000 года в матче команды Pro-40 в Эй-лиге против «Сан-Диего Флэш». За «Лос-Анджелес Гэлакси» он дебютировал 20 мая 2000 года в матче против «Ди Си Юнайтед». 17 июня 2000 года в матче против «Тампа-Бэй Мьютини» забил свой первый гол в профессиональной карьере, за что был назван игроком недели в MLS. По итогам сезона 2000 Кейлифф номинировался на звание новичка года в MLS, но в финальной тройке претендентов занял последнее место. 6 апреля 2001 года подписал новый многолетний контракт с MLS. 27 октября 2001 года в финале Открытого кубка США «Лос-Анджелес Гэлакси» обыграл «Нью-Инглэнд Революшн» со счётом 2:1 благодаря «золотому голу», забитому Кейлиффом. Кейлифф был отобран для участия в Матче всех звёзд MLS 2003, в котором звёздам MLS противостоял мексиканский «Чивас де Гвадалахара». В 2004 году вновь попал на Матч всех звёзд, но не смог сыграть в нём из-за травмы.
В марте 2005 года приобрести Кейлиффа пытался «Нью-Инглэнд Революшн», но 23 марта 2005 года он был продан в «Сан-Хосе Эртквейкс» за распределительные средства. Дебютировал за «Сан-Хосе» 25 мая 2005 года в матче против «Колорадо Рэпидз». 27 августа 2005 года в матче против своего бывшего клуба «Гэлакси» забил свой первый гол за «Квейкс». По итогам сезона 2005 Кейлифф был включён в символическую сборную MLS.
С конца ноября 2005 года Кейлифф находился на просмотре в клубе чемпионата Дании «Ольборг» и в начале декабря 2005 года подписал с ним 2,5-летний контракт, вступавший в действие со следующего года. В Суперлиге он дебютировал 12 марта 2006 года в матче против «Хорсенса». 27 мая 2007 года в матче против «Оденсе» забил свой первый гол в чемпионате Дании. Перед окончанием срока его контракта «Ольборг» предложил Кейлиффу продление договора на один год с понижением зарплаты, но игрок хотел двухлетний контракт без урезания жалования.
Летом 2008 года Кейлифф перешёл в «Мидтьюлланн», подписав четырёхлетний контракт. За «Мидтьюлланн» дебютировал 17 июля 2008 года в матче квалификации Кубка УЕФА 2008/09 против валлийского «Бангор Сити». 31 мая 2009 года в матче против «Брондбю» забил свой первый гол за «волков». В конце 2009 года Кейлифф покинул «Мидтьюлланн».
3 декабря 2009 года новая франшиза MLS «Филадельфия Юнион» выкупила права на Кейлиффа в лиге у «Хьюстон Динамо» за распределительные средства. Клуб официально подписал игрока 21 января 2010 года. 25 марта 2010 года Кейлифф участвовал в инаугуральном матче «Филадельфии Юнион», соперником в котором был «Сиэтл Саундерс», в качестве капитана команды. 19 марта 2011 года в матче первого тура сезона против «Хьюстона» забил свой первый гол за «Филадельфию».
17 мая 2012 года Кейлифф был обменян в «Чивас США» на Майкла Лахуда и распределительные средства. За «Чивас» дебютировал 19 мая 2012 года в лос-анджелесском дерби против «Гэлакси». 28 июля 2012 года в матче против «Портленд Тимберс» забил свой первый гол за «Чивас». По окончании сезона 2012 «Чивас США» не продлил контракт с Кейлиффом.
14 декабря 2012 года во втором этапе Драфта возвращений MLS Кейлифф был выбран клубом «Торонто» и стороны сразу же согласовали условия контракта. За «красных» он дебютировал 2 марта 2013 года в матче первого тура сезона против другого канадского клуба «Ванкувер Уайткэпс». 12 июля 2013 года Дэнни Кейлифф объявил о завершении футбольной карьеры.

### Международная карьера
В составе сборной США до 17 лет Кейлифф принимал участие в юношеском чемпионате мира 1997 в Египте.
Кейлифф был включён в состав сборной США до 20 лет на молодёжный чемпионат мира 1999 в Нигерии. 5 апреля 1999 года в матче первого тура группового этапа молодёжного мундиаля против сверстников из Англии забил гол, принёсший американцам выигрыш с минимальным счётом.
В составе сборной США до 23 лет Кейлифф принимал участие в Панамериканских играх 1999, завоевав бронзовую медаль.
Кейлифф был включён в состав футбольной сборной США на Олимпийские игры 2000. 19 сентября 2000 года в матче последнего тура группового этапа футбольного турнира игр против олимпийской сборной Кувейта забил гол.
Первый вызов в основную сборную США Кейлифф получил на товарищеский матч со сборной Мексики 25 октября 2000 года.
Был включён в состав на Золотой кубок КОНКАКАФ 2002. 19 января 2002 года в матче первого тура группового этапа кубка против сборной Южной Кореи дебютировал за сборную США.
Летом 2003 года с перерывом в полмесяца принимал участие в Кубке конфедераций 2003 и Золотом кубке КОНКАКАФ 2003.
13 марта 2004 года в товарищеском матче со сборной Гаити забил свой первый гол за сборную США.
Принимал участие в Кубке Америки 2007.
Принимал участие в Кубке конфедераций 2009.
Был включён в предварительную заявку сборной на Золотой кубок КОНКАКАФ 2009, но в окончательный состав не попал.

## Достижения
Командные
 «Лос-Анджелес Гэлакси»
- Чемпион MLS (обладатель Кубка MLS): 2002
- Победитель регулярного чемпионата MLS: 2002
- Обладатель Открытого кубка США: 2001

 «Сан-Хосе Эртквейкс»
- Победитель регулярного чемпионата MLS: 2005

 «Ольборг»
- Чемпион Дании: 2007/08

 сборная США до 23 лет
- Бронзовый призёр Панамериканских игр: 1999

 сборная США
- Серебряный призёр Кубка конфедераций: 2009
- Победитель Золотого кубка КОНКАКАФ: 2002
- Бронзовый призёр Золотого кубка КОНКАКАФ: 2003

Индивидуальные
- Член символической сборной MLS: 2005
- Участник Матча всех звёзд MLS: 2003

## Статистика

### Клубная статистика
| Выступление          | Выступление      | Выступление      | Лига | Лига | Кубок | Кубок | Континент. | Континент. | Прочие | Прочие | Итого | Итого |
| Клуб                 | Лига             | Сезон            | Игры | Голы | Игры  | Голы  | Игры       | Голы       | Игры   | Голы   | Игры  | Голы  |
| -------------------- | ---------------- | ---------------- | ---- | ---- | ----- | ----- | ---------- | ---------- | ------ | ------ | ----- | ----- |
| Лос-Анджелес Гэлакси | MLS              | 2000             | 18   | 1    | 4     | 0     | —          | —          | 2      | 1      | 24    | 2     |
| Лос-Анджелес Гэлакси | MLS              | 2001             | 24   | 3    | 5     | 0     | 0          | 0          | 6      | 1      | 35    | 4     |
| Лос-Анджелес Гэлакси | MLS              | 2002             | 25   | 1    | 3     | 0     | —          | —          | 6      | 1      | 34    | 2     |
| Лос-Анджелес Гэлакси | MLS              | 2003             | 23   | 0    | 3     | 0     | 3          | 0          | 2      | 0      | 31    | 0     |
| Лос-Анджелес Гэлакси | MLS              | 2004             | 13   | 0    | 0     | 0     | —          | —          | 3      | 0      | 16    | 0     |
| Лос-Анджелес Гэлакси | Итого            | Итого            | 103  | 5    | 15    | 0     | 3          | 0          | 19     | 3      | 140   | 8     |
| U.S. Pro-40 (аренда) | Эй-лига          | 2000             | 2    | 0    | —     | —     | —          | —          | —      | —      | 2     | 0     |
| U.S. Pro-40 (аренда) | Итого            | Итого            | 2    | 0    | —     | —     | —          | —          | —      | —      | 2     | 0     |
| Сан-Хосе Эртквейкс   | MLS              | 2005             | 20   | 2    | 2     | 0     | —          | —          | 2      | 0      | 24    | 2     |
| Сан-Хосе Эртквейкс   | Итого            | Итого            | 20   | 2    | 2     | 0     | —          | —          | 2      | 0      | 24    | 2     |
| Ольборг              | Суперлига        | 2005/06          | 9    | 0    | —     | —     | —          | —          | —      | —      | 9     | 0     |
| Ольборг              | Суперлига        | 2006/07          | 30   | 1    | —     | —     | —          | —          | —      | —      | 30    | 1     |
| Ольборг              | Суперлига        | 2007/08          | 30   | 0    | —     | —     | 11         | 1          | —      | —      | 41    | 1     |
| Ольборг              | Итого            | Итого            | 69   | 1    | —     | —     | 11         | 1          | —      | —      | 80    | 2     |
| Мидтьюлланн          | Суперлига        | 2008/09          | 26   | 1    | —     | —     | 3          | 0          | —      | —      | 29    | 1     |
| Мидтьюлланн          | Суперлига        | 2009/10          | 5    | 0    | —     | —     | —          | —          | —      | —      | 5     | 0     |
| Мидтьюлланн          | Итого            | Итого            | 31   | 1    | —     | —     | 3          | 0          | —      | —      | 34    | 1     |
| Филадельфия Юнион    | MLS              | 2010             | 28   | 0    | 1     | 0     | —          | —          | —      | —      | 29    | 0     |
| Филадельфия Юнион    | MLS              | 2011             | 33   | 1    | 0     | 0     | —          | —          | 2      | 0      | 35    | 1     |
| Филадельфия Юнион    | MLS              | 2012             | 4    | 0    | 0     | 0     | —          | —          | —      | —      | 4     | 0     |
| Филадельфия Юнион    | Итого            | Итого            | 65   | 1    | 1     | 0     | —          | —          | 2      | 0      | 68    | 1     |
| Чивас США            | MLS              | 2012             | 19   | 1    | 3     | 0     | —          | —          | —      | —      | 22    | 1     |
| Чивас США            | Итого            | Итого            | 19   | 1    | 3     | 0     | —          | —          | —      | —      | 22    | 1     |
| Торонто              | MLS              | 2013             | 4    | 0    | 2     | 0     | —          | —          | —      | —      | 6     | 0     |
| Торонто              | Итого            | Итого            | 4    | 0    | 2     | 0     | —          | —          | —      | —      | 6     | 0     |
| Всего за карьеру     | Всего за карьеру | Всего за карьеру | 313  | 11   | 23    | 0     | 17         | 1          | 23     | 3      | 376   | 15    |

1. ↑  В графу «Континентальные турниры» входят игры и голы в Кубке чемпионов КОНКАКАФ, Кубке УЕФА и Кубке Интертото УЕФА.
2. ↑  В графу «Прочие» входят игры и голы в плей-офф Кубка MLS.

Источники: worldfootball.net, SoccerStats.us

### Международная статистика
| Команда | Год   | Игры | Голы |
| ------- | ----- | ---- | ---- |
| США     |       |      |      |
| 2002    | 2     | 0    |      |
| 2003    | 9     | 0    |      |
| 2004    | 1     | 1    |      |
| 2005    | 1     | 0    |      |
| 2007    | 5     | 0    |      |
| 2008    | 3     | 0    |      |
| 2009    | 2     | 0    |      |
| Всего   | Всего | 23   | 1    |

Голы за сборную
| №  | Дата          | Место                              | Соперник         | Голы | Результат | Турнир            |
| -- | ------------- | ---------------------------------- | ---------------- | ---- | --------- | ----------------- |
| 1. | 13 марта 2004 | «Оранж Боул», Майами, Флорида, США | Республика Гаити | 1:1  | 1:1       | Товарищеский матч |

Источник: National Football Teams